# Lykttändare

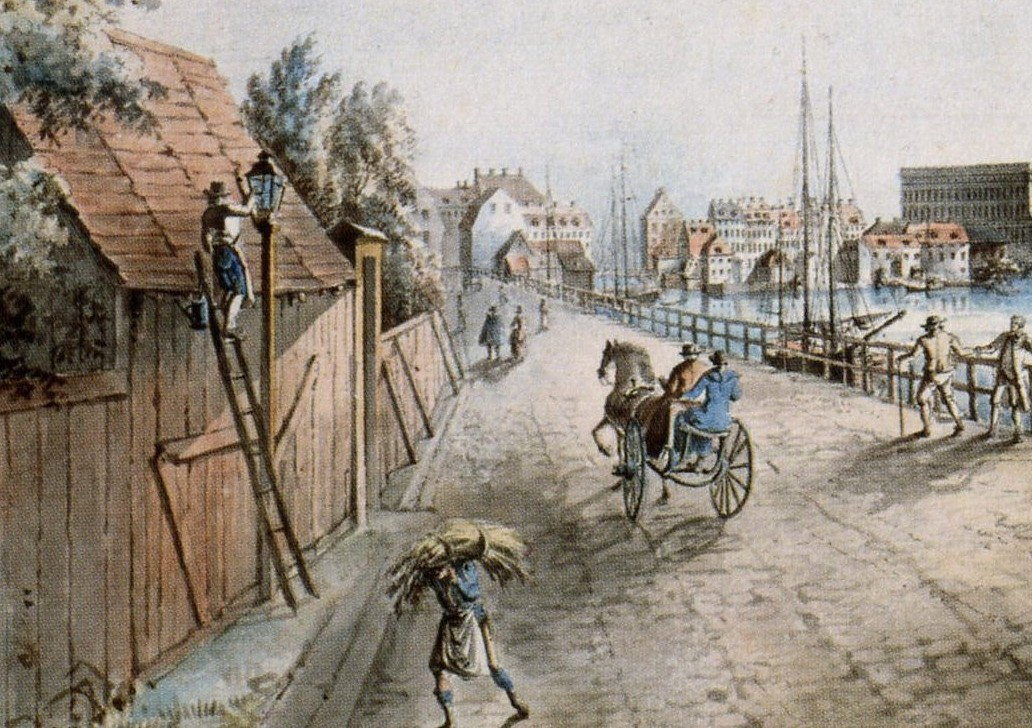
Lykttändare, Johan Fredrik Martin (1790)

Lykttändare kallades förr den som yrkesmässigt tände och släckte gatubelysningen. 

## Lykttändare i Stockholm
I början av frihetstiden förbjöds facklor på gatorna i Stockholm. Brandrisken ansågs vara för stor. I stället började man utöka antalet gatlyktor, och i mitten av 1700-talet bestämdes att Stockholm skulle få allmän gatubelysning. Ditintills hade bara strategiska platser, som tullhus och stadsportar upplysts. Belysningen utgjordes av hamp- eller rovoljelampor med blygsam ljusspridning – de kallades också ”vargögon”. Antal lyktor ökade emellertid successivt, och kungliga förordningar fastslog att husägarna måste ha lyktor på husens gatsidor, samtidigt som tider för tändande och släckande utfärdades. Det blev nödvändigt att avlöna människor för uppgiften; ett nytt yrke var fött: lykttändarens.
Lykttändaren hade med sig en mindre stege, och klättrade med sin egen ljuslåga upp till de lampor som skulle släckas eller tändas i hans distrikt. Han skulle också se till att lyktglasen inte sotat igen. Arbetet förenklades avsevärt när gasljuset infördes (Se Gas i Stockholm). Gaslågorna sotade inte på samma sätt. Sedermera utrustades gaslyktorna med evighetslåga. Då kunde lykttändaren med en lång käpp försedd med krok stänga eller öppna gasmunstycket från gatan. 
Yrket upphörde under 1940-talet, då de sista gaslyktorna byttes ut mot elektriska. Under beredskapstiden skulle ljuset kunna släckas med en knapptryckning vid flyglarm.
- Wikimedia Commons har media som rör Lykttändare.